# Montmartin-le-Haut
Montmartin-le-Haut – miejscowość i gmina we Francji, w regionie Grand Est, w departamencie Aube.
Według danych na rok 1990 gminę zamieszkiwało 45 osób, a gęstość zaludnienia wynosiła 28 osób/km².

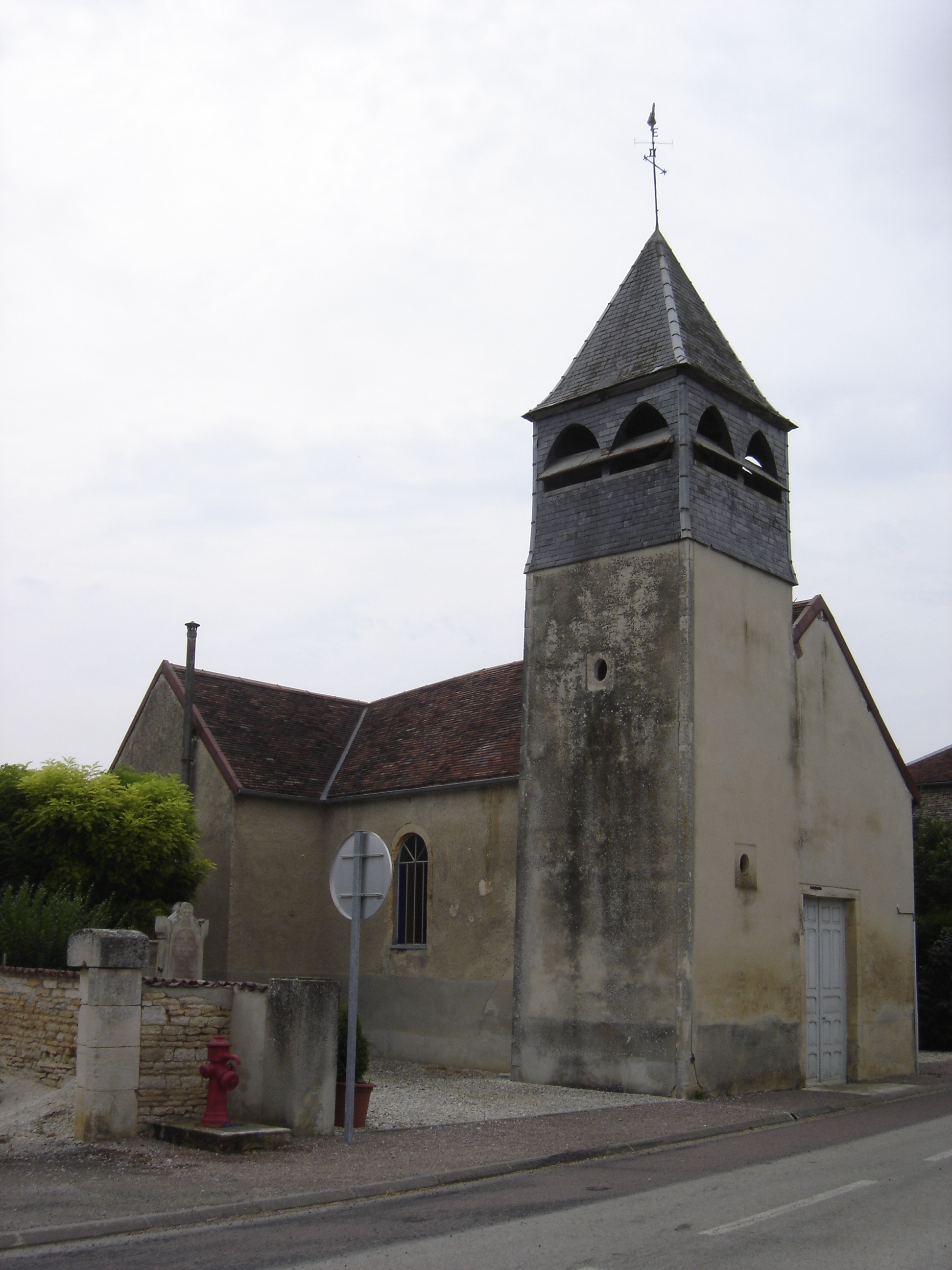
Kościół w Montmartin-le-Haut, 2009